# Провінція Тоса
33°36′59″ пн. ш. 133°24′03″ сх. д. / 33.61638889° пн. ш. 133.40083333° сх. д.
Провінція Тоса (яп. 土佐国 — тоса но куні, «країна Тоса»; 土州 — досю, «провінція Тоса») — історична провінція Японії у регіоні Шікоку на півдні острова Шікоку. Відповідає сучасній Коті.

## Короткі відомості
Провінція Тоса була утворена у 7 столітті. Її адміністративний центр знаходився у сучасному місті Нанкоку.
Віддаленість провінції Тоса від японської столиці та її ізольованість від решти провінцій острова Шікоку завдяки високому гірському хребту, перетворили її на місце заслання політичних злочинців.
З 14 до початку 16 століття номінальним правителем провінції був рід Хосокава. Однак реальна влада належала сімом місцевим самурайським родам — Мотояма, Акі, Ічіджьо, Кіра, Цуно, Коса і Тьосокабе, які постійно ворогували між собою.
На середину 16 століття рід Тьосокабе об'єднав під своїм проводом провінцію Тоса і згодом підкорив собі весь острів Шікоку. Однак у 1584 він був розбитий силами «об'єднувача Японії» Тойотомі Хідейосі і був змушений задовольнитися лише володіннями у Тоса.
Після битви при Секігахара у 1600 землі провінції перейшли до роду Ямаучі. Він контролював Тоса впродовж цілого періоду Едо (1603—1867). Його основними володіннями були Тоса-хан, Накамура-хан і Тоса-Сінден-хан.
У середині 19 століття рід Ямаучі, разом із союзними самураями родів Шімадзу з провінції Сацума та Морі з провінції Наґато, взяв участь у поваленні сьоґунату та утворенні імператорського уряду.
У результаті адміністративної реформи в 1871 провінція перетворена у префектуру Коті.

## Повіти
- Повіт Аґава 吾川郡
- Повіт Акі 安藝郡
- Камі 香美郡
- Повіт Наґаока 長岡郡
- Повіт Такаока 高岡郡
- Повіт Тоса 土佐郡
- Хата 幡多郡